# Arnoldinum

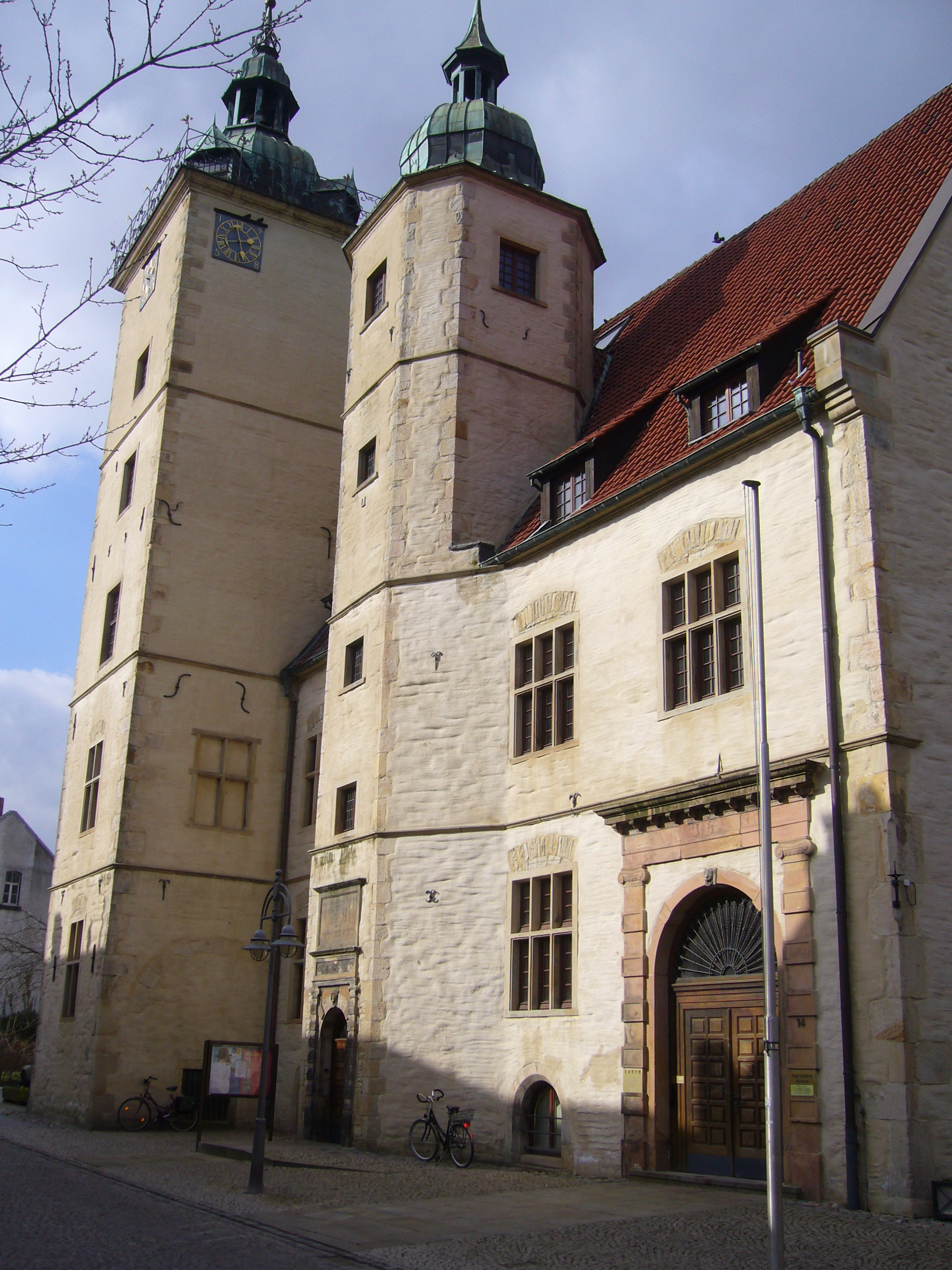
Het voormalige Academiegebouw van het Arnoldinum in Burgsteinfurt uit 1591

Het Arnoldinum is een voormalige hogeschool die in 1588 werd gesticht door graaf Arnold van Bentheim - Steinfurt in Schüttorf  en in 1591 verhuisde naar Burgsteinfurt.

## Geschiedenis
Het Arnoldinum was de eerste hogeschool van Westfalen en groeide al snel na de stichting uit tot een belangrijk internationaal centrum van de hervormde leer en studie. De hogeschool trok hoogleraren en (adellijke) studenten uit de gehele protestantse wereld, maar vooral uit de Nederlanden. Talloze predikanten uit vooral het oostelijk deel van Nederland hadden hun theologische opleiding aan het Arnoldinum ontvangen. De invloed van de hogeschool op de Nederlandse geschiedenis in het algemeen en op de kerkgeschiedenis in het bijzonder mag daarom niet onderschat worden.
Omdat er aan het Arnoldinum geen promoties werden toegekend verwierf de hogeschool nooit de officiële status van universiteit, maar dit deed aan het prestige van de instelling geen afbreuk. Aan het 'Gymnasium Illustre Arnoldinum' bevonden zich vier faculteiten: rechtswetenschap, filosofie, geneeskunde en theologie. 

## Tegenwoordige tijd
In 1811 werd het Arnoldinum gesloten na een lange periode van neergang. Pas in 1853 ging de school weer open, maar nu niet meer als hogeschool, maar als reguliere middelbare school en op een andere locatie. Het oude gebouw diende na restauratie enige tijd als rechtbank en biedt tegenwoordig onderdak aan een muziekschool en een volkshogeschool.

## Beroemde hoogleraren
- Johannes Althusius (1563 - 1638), rechtsgeleerde
- Johann Heinrich Heidegger (1633 - 1698), theoloog
- Clemens Timpler (1568 - 1624), natuurkundige
- Conrad Vorstius (1569 - 1622), theoloog
- Johann Philipp Lorenz Withof (1725 - 1789), historicus